# Tórtora cucut de Barusan
La tórtora cucut de Barusan (Macropygia modiglianii) és una espècie d'ocell de la família dels colúmbids (Columbidae) distribuïda per les illes a l'oest de Sumatra. Fins a 2016, era considerada una subespècie de la tórtora cucut rogenca (Macropygia emiliana).

## Subespècies
Es reconeixen tres subespècies:
- M. m. modiglianii (Salvadori, 1887) – a l'illa de Nías.
- M. m. elassa (Oberholser, 1912) – a l'arxipèlag de Mentawai.
- M. m. hypopercna (Oberholser, 1912) – a l'illa de Simeulue.